# Nothing's Gonna Change
「Nothing's Gonna Change」（ナッシングス・ゴナ・チェンジ）は、日本の音楽ユニットである電気グルーヴの楽曲。
1999年12月1日にKi/oon Recordsより11枚目のシングルとしてリリースされた。8枚目のオリジナル・アルバム『VOXXX』（2000年）からの先行シングルとして、前作「FLASHBACK DISCO」（1999年）より5か月ぶりのリリースとなった。作詞・作曲およびプロデュースは石野卓球が担当している。2001年7月22日には12インチシングルとしてもリリースされた。
1998年に原型が制作され長期間を経て完成した楽曲であり、歌詞は周囲が大きく変化していることに対し逆説的に「何も変わらない」と述べる内容となっている。本作は音楽専門チャンネル『スペースシャワーTV』の10周年記念イメージソングとして使用され、オリコンチャートでは最高位28位となった。欧州においてもリリースされ、田中秀幸による全編コンピュータグラフィックスのミュージック・ビデオが制作された。

## 制作、歌詞
本作は1998年の夏頃には原型が出来上がっており、当初は「イビサ」という仮タイトルが付けられていた。シーケンスパターンが完成した段階で本作を気に入っていた石野卓球は、あまり急いで仕上げずにしばらく本作を寝かしている状態であったと述べている。本作には6枚目のシングル「虹」（1995年）に参加した五島良子がゲストボーカルとして再び参加している。
歌詞の意味は「ボクはキミの衛星」となっているが、石野は本作の歌詞は「何も変わらない」という意味であり、周囲が大きく変化している中での逆説的な意味の歌詞にしたと述べている。当時メンバーの脱退や方向性の変更など取り巻く環境が大きく変化していた電気グルーヴであったが、変化していく状況に対する悲哀を込めた歌詞でもあるとピエール瀧は述べている。石野は逆説的な歌詞が電気グルーヴ的であると述べている。後に石野は本作を聴く度にレコーディングに長期間を要したアルバム『VOXXX』制作時のことを思い出し鬱状態になると述べている。

## アートワーク
シングル盤ジャケットのモデルは沖樹莉亜。石野からの「女の子の顔でいきたい」という要望によりアートディレクターである田中秀幸がモデル事務所に依頼し、写真オーディションにて選定した。沖は後に鈴木えみとの音楽ユニットであるジュエミリアとしてシングル「リセット」（2003年）で歌手デビューを果たしている。

## チャート成績
本作はオリコンチャートにて最高位28位となり、電気グルーヴのシングル売上ランキングにおいて7位となっている。石野は本作が売れなかったことを認めた上で、元々売れるとも思っていなかったと述べている。瀧は「記録に残らないけど記憶に残る」曲であるとして、プロ野球選手の新庄剛志のような曲であると述べている。また、瀧は「ボクはキミの衛星」という歌詞が女性の心をくすぐる歌詞であると述べたが、石野は「くすぐるだけで、結局みんな買わなかったんだよ」と述べている。

## ミュージック・ビデオ
本作のミュージック・ビデオは田中からコンピュータグラフィックスで制作するという要望が出されたが、制作から納品まで1か月しかないという状態で制作が行われた。そのため、様々な人員を動員しビデオに登場する主人公の女性、背景、エフェクトで分担し3班体制の同時進行で制作が進められた。石野は後に「瀧がカラまないと、すごくいいものができる」と述べている。
冒頭でシングル盤ジャケットの女性の顔にズームしていく演出があるが、通常であれば拡大するに従ってブロックノイズが発生するため、ノイズが発生しないほどの高解像度の写真を用意して撮影が行われた。瀧は「思い切り寄っても写真が荒くならない技術を取り入れたハシリのようなデザイン」と述べ、1枚の写真であるにも拘わらずデータ量が膨大であったとも述べている。

## ライブ・パフォーマンス
2000年1月22日放送のNHK総合音楽番組『ポップジャム』（1993年 - 2007年）に出演した際に、ガングロのコギャルバンドを従えて本作を演奏した。また、同年1月27日放送のTBS系音楽番組『うたばん』（1996年 - 2010年）に初出演した際は、生地から制作した2着で150万円となる特注の「VOXXXスーツ」を着用、ネクタイだけでも20万円となる衣装で演奏を行った。

## シングル収録曲

### 12センチCD日本版
| 全作曲: 石野卓球。 |                                   |              |            |            |      |
| #                  | タイトル                          | 作詞         | 作曲・編曲 | リミックス | 時間 |
| 1.                 | 「Nothing's Gonna Change」(short) | 石野卓球     | 石野卓球   |            | 3:48 |
| 2.                 | 「Nothing's Gonna Change」        | 石野卓球     | 石野卓球   |            | 8:00 |
| 3.                 | 「Flashback Disco」(KAGAMI remix) | 電気グルーヴ | 石野卓球   | KAGAMI     | 7:03 |
| 合計時間:          | 合計時間:                         | 合計時間:    | 合計時間:  | 18:51      |      |

### 12センチCD欧州版
| 全作曲: 石野卓球。 |                                             |              |            |            |      |
| #                  | タイトル                                    | 作詞         | 作曲・編曲 | リミックス | 時間 |
| 1.                 | 「Nothing's Gonna Change」(short)           | 石野卓球     | 石野卓球   |            | 3:48 |
| 2.                 | 「Nothing's Gonna Change」                  | 石野卓球     | 石野卓球   |            | 8:00 |
| 3.                 | 「Flashback Disco」(KAGAMI remix)           | 電気グルーヴ | 石野卓球   | KAGAMI     | 7:03 |
| 4.                 | 「Nothing's Gonna Change」(POPSODA Remix 1) | 石野卓球     | 石野卓球   | Popsoda    | 5:41 |
| 合計時間:          | 合計時間:                                   | 合計時間:    | 合計時間:  | 24:32      |      |

### 12センチCDドイツ版
| 全作詞・作曲: 石野卓球。 |                                                      |           |            |                    |      |
| #                        | タイトル                                             | 作詞      | 作曲・編曲 | リミックス         | 時間 |
| 1.                       | 「Nothing's Gonna Change」(Lexy & K-Paul Remix Edit) | 石野卓球  | 石野卓球   | レクシー&K・ポール | 3:56 |
| 2.                       | 「Nothing's Gonna Change」(short)                    | 石野卓球  | 石野卓球   |                    | 8:00 |
| 3.                       | 「Nothing's Gonna Change」(Lexy & K-Paul Remix)      | 石野卓球  | 石野卓球   | レクシー&K・ポール | 5:11 |
| 4.                       | 「Nothing's Gonna Change」(Original)                 | 石野卓球  | 石野卓球   |                    | 8:00 |
| 5.                       | 「Nothing's Gonna Change」(POPSODA Remix 1)          | 石野卓球  | 石野卓球   | Popsoda            | 5:41 |
| 合計時間:                | 合計時間:                                            | 合計時間: | 30:48      |                    |      |

### 12インチレコード
| 全作詞・作曲: 石野卓球。 |                                                 |           |            |                    |      |
| #                        | タイトル                                        | 作詞      | 作曲・編曲 | リミックス         | 時間 |
| 1.                       | 「Nothing's Gonna Change」(Lexy & K-Paul Remix) | 石野卓球  | 石野卓球   | レクシー&K・ポール | 5:11 |
| 合計時間:                | 合計時間:                                       | 合計時間: | 5:11       |                    |      |

| #         | タイトル                                    | 作詞      | 作曲・編曲 | リミックス | 時間 |
| --------- | ------------------------------------------- | --------- | ---------- | ---------- | ---- |
| 2.        | 「Nothing's Gonna Change」(Original)        |           |            |            | 8:00 |
| 3.        | 「Nothing's Gonna Change」(POPSODA Remix 1) |           |            | Popsoda    | 5:41 |
| 合計時間: | 合計時間:                                   | 合計時間: | 13:41      |            |      |

## スタッフ・クレジット

### 電気グルーヴ
- 石野卓球
- ピエール瀧

### 参加ミュージシャン
- 五島良子 - 女性ボーカル
- ヤマダケイコ - 女性コーラス

### スタッフ
- 上原キコウ - ミックス
- 渡部高士 - ミックス

## リリース履歴
| No. | 日付          | 地域   | レーベル            | 規格             | 規格品番     | 最高順位 | 備考 |
| --- | ------------- | ------ | ------------------- | ---------------- | ------------ | -------- | ---- |
| 1   | 1999年12月1日 | 日本   | Ki/oon Sony Records | 12センチCD       | KSC2 311     | 28位     |      |
| 2   | 2000年        | 欧州   | エピック・レコード  | 12センチCD       | EPC 669366 2 | -        |      |
| 3   | 2001年7月22日 | 日本   | エピック・レコード  | 12インチレコード | EPC 669366 6 | -        |      |
| 4   | 2001年        | ドイツ | エピック・レコード  | 12センチCD       | 669366 5     | -        |      |